# ایست جرمنتاون، ایندیانا
ایست جرمنتاون (به انگلیسی: East Germantown) یک شهر در ایالات متحده آمریکا است که در شهرستان وین، ایندیانا واقع شده‌است. ایست جرمنتاون ۰٫۳۰ کیلومتر مربع مساحت و ۴۱۰ نفر جمعیت دارد و ۲۹۰ متر بالاتر از سطح دریا واقع شده‌است.